# Vlas

Průřez vlasovým váčkem. Vysvětlivky:
hair – vlas/chlup
skin surface – pokožka
sebum – kožní maz
follicle – vlasový folikul
sebaceous gland – mazová žláza

Vlas a chlup jsou označení pro dva anatomicky téměř totožné útvary tvořené keratinem. Až na několik výjimek jsou přítomny (hlavně ve formě srsti) u všech savců a jejich nejdůležitější funkcí je termoregulace (ať už v teplém nebo chladném prostředí).

## Stavba
Lidský vlas/chlup se skládá ze dvou základních částí: vlasový stvol (scapus pili), jenž vyčnívá nad pokožku, a kořen vlasu (radix pili), který se nachází pod její úrovní. Nejhlubší částí kořene je tzv. vlasová cibulka (bulbus), nad ní následuje zbytek kořene. Cibulka je obalena vlasovými pochvami (dvěma epitely a jednou vazivovou); dohromady se kořenu a kolem obalené pochvě říká vlasový folikul. Jeho součástí jsou i mazové a potní žlázy a cévní zásobení.
Vlasový stvol se skládá ze tří vrstev: kutikuly, kortexu a meduly.
- Kutikula (šupinatá vrstva) tvoří přirozenou vrstvu, která chrání před vnějším prostředím. Při správné funkci mazové žlázy je tato vrstva konzervována vlasovým mazem (tukem) a vlas méně propouští škodliviny a vodné roztoky. Skládá se z 5–10 souběžně a stříškovitě uspořádaných odumřelých buněk (šupin), které k sobě přiléhají. Šupiny se překrývají asi do 1/7 délky a s osou vlasu tvoří úhel asi 18°. Jednotlivé vrstvy jsou pokryty jemnou membránou a vzájemně jsou spojeny proteinovým a lipidovým tmelem.
- Kortex (kůra/vláknitá vrstva) zabírá 75–80 % vlastní vlasové hmoty. Skládá se z protáhlých neživých buněk (vláken keratinu). Jednotlivá vlákna tvoří nejnižší stavební jednotku mikrofibrilu – ty se kruhovitě seskupují, vytvářejí snopečky a tím tvoří další stavební jednotku makrofibrilu. Tato vybudovaná část se nazývá ortokortex, jde o pravidelné uspořádání vlasového kortexu. Při nepravidelném uspořádání kortexu (především vlasy upravované preparací, barvením a odbarvováním) vzniká parakortex. Tyto obě části se od sebe liší nejen fyzikálním a chemicky rozdílným složením aminokyselin, ale také různou chemickou reaktivitou. Jednotlivé vláknité makrofibrily jsou mezi sebou spojeny buněčnými membránami a proteinovým tmelem. V kortexu se nacházejí shluky pigmentových zrn, které se jeví jako tmavé skvrny (ostrůvky) mezi fibrilami.
- Medulla (dřeň) je centrální část vlasu. Ne u všech vlasů je uprostřed, u dlouhých se nachází zpravidla jen u kořínků. Je velmi dobře vyvinuta u vousů – má nepravidelný hvězdicovitý tvar. Keratin meduly má houbovitou strukturu s mnoha dutinkami. Obsahuje asi 3,5 % lipidů. Keratin meduly má jiné chemické složení než kortex.

## Vlastnosti

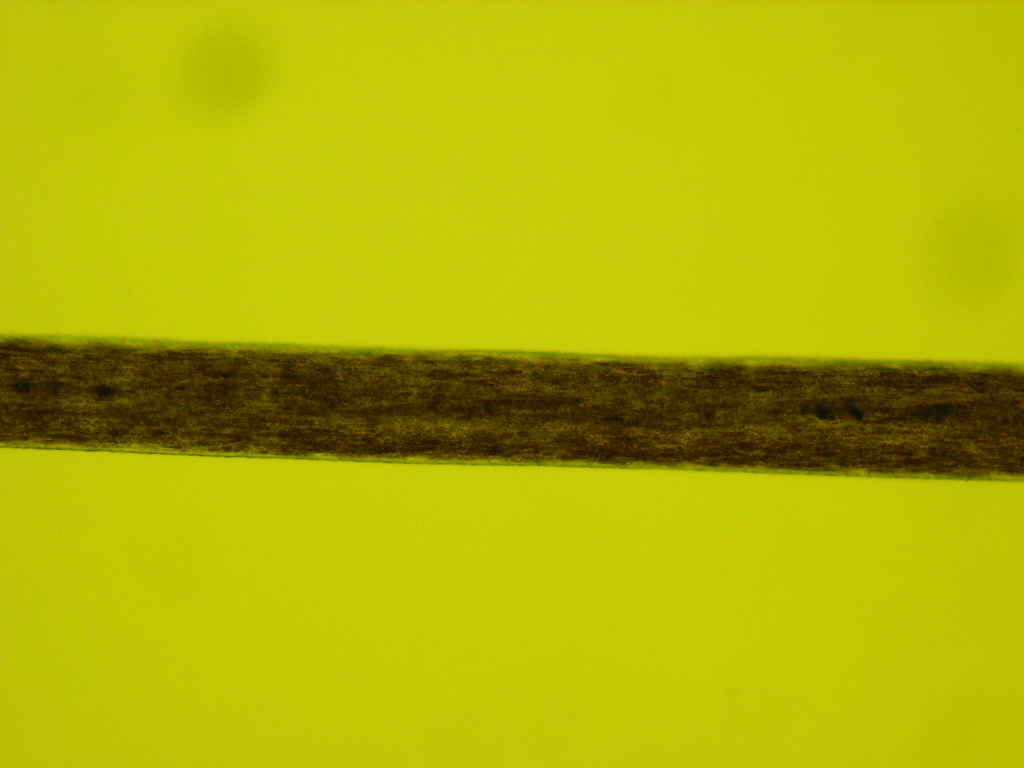
zvětšený vlas

Z chemického hlediska vlasy obsahují uhlík (49 %), vodík (6 %), kyslík (23 %), dusík (17 %), síra (4 %), železo, měď, zinek, jód, 20 různých druhů aminokyselin, proteiny, lipidy (např. cholesterin) a vodu (asi 12 % hmotnosti vlasu). Vlas po chemické stránce: Původně měkká buničitá bílkovinná hmota prekeratin se keratinizací neboli rohovatěním mění v pevnou hmotu keratin. Pomocí proteinového složení jediného vlasu lze identifikovat člověka.
Vlas má podobnou pevnost jako kevlar.[zdroj?] Jediné vlasové vlákno dokáže udržet 100gramové závaží. Průměr vlasu je zhruba 18 µm–180 µm.
Mezi fyzikální vlastnosti vlasu patří pevnost, pružnost, tažnost, nasákavost, odolnost proti vnějším tlakům, kapilární schopnost, elektrický náboj a citlivost.
Nasákavost je určena mírou poškození vlasu. Čím více je vlas poškozený, tím více vody nasává. Keratin, ve vlasu obsažený, při kontaktu s vodou bobtná a vlas tak zvětšuje svůj objem až o 10–15 %.
Vlas má na povrchu záporný elektrický náboj. Čím je vlas poškozenější, tím je záporný náboj větší.
Při česání, kartáčování nebo například tření se mohou silně záporně nabít všechny vlasy, které se pak vzájemně odpuzují – elektrizují.

## Počet
V průměru mají na hlavě nejvíce vlasů světlovlasí lidé (okolo 140 000), nejméně zrzaví (asi 80 000). Každý vlasový kořínek má přitom v průběhu existence (postupně) až 12 vlasů. Průměrná tloušťka vlasu je 42–95 mikrometrů. Ženské vlasy mají větší tloušťku než mužské; muži mají vlasy největší tloušťky v týlu. Člověk bez rozdílu pohlaví má pod pokožkou dva až pět milionů vlasových váčků. Počet a druh váčků je dán už při narození. Vlas roste přibližně 2–6 let a potom vypadne. Denně vypadne člověku asi 70–100 vlasů, a to v případě, že nemá s vlasy žádné problémy. Každý den vlasy povyrostou o 0,2–0,45 mm.

## Padání vlasů

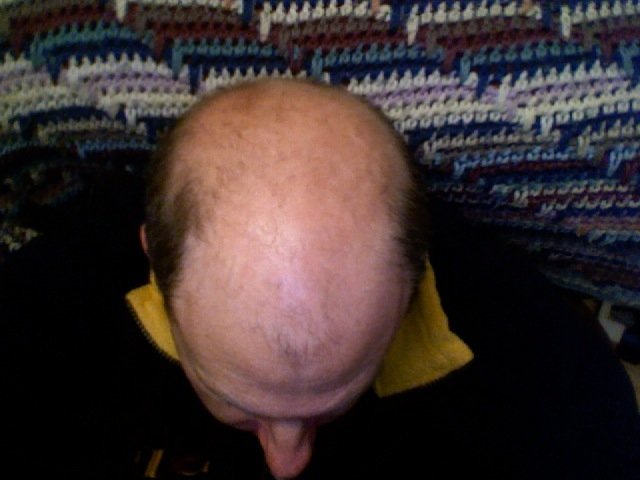
Pleš, následek chronického vypadávání vlasů

Padání vlasů se rozděluje na vratné (dočasné) a nevratné. Příčinami vratného vypadávání může být stres, těhotenství nebo například nedostatek vitamínů. Častou příčinou padání vlasů je užívání některých léků (například léky na akné, hormonální terapie, epileptika, léky potlačující imunitní systém, léky na snížení cholesterolu atd.). Nevratné vypadávání vlasů je důsledkem činnosti mužských hormonů testosteronu a dihydrotestosteronu, ale také i důsledkem léčby nádorového onemocnění (radioterapie). Samotných příčin padání vlasů však existuje mnohem více a při diagnostice je potřeba brát v úvahu rodinnou anamnézu, aktuální zdravotní stav, překonané onemocnění, stresovou zátěž, prostředí, výživu a životní styl. Pro omezení vypadávání vlasů je důležitá řada faktorů – zejména dostatečné prokrvení pokožky. Proto se dá vypadávání vlasů zmírnit masáží hlavy. Je to však jen malá část toho, co je potřeba udělat. Léčba padání vlasů je komplikovaná a často s nejistými výsledky. Existuje pouze několik látek testovaných na úrovni klinických studií, které vykazují příznivý vliv na hustotu a růst vlasů: minoxidil 5 %, fluridil, aminexil, melatonin (spánkový hormon), někdy se používá i kyselina hyaluronová (klinické studie jsou ke stažení v odkazu níže). Pro vnitřní užití je nutná zvláštní kombinace látek, která respektuje potřeby každého jedince.
Čím dál častější je také ložiskové vypadávání vlasů, zvané Alopecia Areata. Jedná se o autoimunitní onemocnění, kdy imunitní systém začne napadat vlasové folikuly a vytvářet malé lysinky velikosti mince. Spouštěčem bývá velmi silný stres nebo traumatický zážitek (postihuje i malé děti například při šikaně). Doporučuje se používat šetrné kosmetické přípravky, hydratovat pokožku a hlavně dodržovat duševní hygienu, která je klíčem k návratu vlasů. Zde je nutné poznamenat, že stav se často mění a recidiva, tedy návrat onemocnění po „vyléčení“, je zcela individuální. Jestliže je příčinou například stres a organizmus se zaměří na vlastní buňky, je třeba se podívat přímo na jádro problému. Kosmetické prostředky jsou sice v pořádku, ale problém neřeší. Každá porucha imunitního systému má svou příčinu a tu je potřeba najít. Ze zkušeností lze říci, že Alopecia areata je často doprovázena jiným onemocněním, například silnou alergií, psychickým onemocněním (většinou deprese), onemocněním zažívacího traktu atd.

## Zbarvení
Různé zbarvení vlasů je dáno hlavně geneticky. Světlé barvy se začínají objevovat v mezolitu. Jedině tvar a vnitřní skladba melaninových zrn rozhodují o tom, zda vlasy mají barvu tmavou nebo světlou. Počet pigmentových zrn ovlivňuje pouze intenzitu zbarvení. Člověk samotný většinou klade důraz na společenskou funkci vlasů – upravuje si účes, barvu a délku vlasů.
Po 85. roku života jsou vlasy téměř u všech lidí naprosto bezbarvé – z důvodu nedostatku melaninu – látky tvořené pigmentovými buňkami. Pokud tyto buňky přestanou fungovat, vlas je bílý.

## Kulturní a historický postoj
Účes vždy hrál vyznanou kulturní a společenskou úlohu. V dobách středověku a raného novověku (hlavně v 18. století) bylo běžné, že muži i ženy nosili dlouhé vlasy. Delší vlasy byly zejména ve středověku jasným symbolem vyššího společenského postavení, bohatství a svobody, zatímco kratší vlasy byly především symbolem podřízenosti a zejména poddanství. Na počátku 19. století a po první světové válce začínají muži v západních kulturách nosit vlasy kratší, zatímco ženy je mají typicky delší (byť na začátku 20. století začala určitá část žen nosit též i vlasy kratší). Byl to přímý důsledek válek, během které se museli muži na frontě vypořádat s řadou nemocí a parazitů a krátký sestřih byl výhodnější z hygienického hlediska. Nošení dlouhých vlasů u mužů se začalo vracet v 60. letech 20. století, kdy se stalo symbolem hippies a politického protestu proti establishmentu. Ke konci 20. století se staly delší vlasy u mužů symbolem určité snahy o nonkonformitu.